# 極型ファロー四徴症
極型ファロー四徴症（きょくけいファローしちょうしょう）は、ファロー四徴症のうち、肺動脈狭窄が閉鎖に至った疾患で、ファロー四徴症の最重症型。先天性心奇形の一種。
解剖学的な特徴を表現した別名として、肺動脈閉鎖兼心室中隔欠損症とも呼ばれる。

## 病態
ファロー四徴症は肺動脈へと続く右心室流出路が狭窄した病気であるが、本症はこの狭窄が高度になり肺動脈閉鎖に至った物である。右心房から肺動脈への血流の途絶は動脈管か主要大動脈-肺動脈側副動脈（英Major aortopulmonary collateral artery,以下MAPCA）を経由して送られる。他の心室中隔欠損等は通常のファロー四徴症と同じ。

## 疫学
先天性心疾患の2.6%、広義のファロー四徴症全体の約15%を占める。逆にMAPCAの90%は極型ファロー四徴症を伴う。
短絡様式としては、78%が動脈管開存で、22%がMAPCA（うち2/3は大動脈からの直接分枝。残りは、気管支動脈・鎖骨下動脈・内胸動脈・肋間動脈などから起始して中心肺動脈と交通する。）で占められる。

## 分類
1. 「動脈管」「左右連続性の中心肺動脈」をもつ型
2. 「動脈管」「MAPCA」をもつ型
3. 「動脈管」を欠き「MAPCA」をもつ型

## 症状など

### 新生児期〜乳児早期
通常のファロー四徴症と異なり出生当初からチアノーゼが出る。（通常のファロー四徴症は出生時の右室流出路（肺動脈）狭窄は強くなく、心臓が発達するにつれ漏斗部の肥厚で狭窄が強くなるので生後数か月で徐々にチアノーゼが悪化していく。）
動脈管の収縮により、チアノーゼ増加、呼吸困難、哺乳困難、体重増加不良等の症状が起こるほか、MAPCA合併の場合、大量左-右シャントにより、心不全及び呼吸不全を引き起こす。肺血流量が適切に保たれる場合では発育は正常である。

### 幼時期以後
低酸素血症により、運動時のチアノーゼ増加、呼吸困難、動悸等の症状が現れるほか、多血症により頭痛、蛋白尿、関節痛が、右左シャントにより脳膿瘍、感染性心内膜炎が発生する。

## 理学所見
全身性チアノーゼの他、速脈が見られることもある。
聴診では、I音正常、II音単一が確認されるほか、20%の患者から収縮期クリック音、90%の患者から連続性雑音が確認される。

## 検査所見

### 胸部X-p
しばしば右側大動脈（主にMAPCAに合併）、心臓の形は正常or木靴型、右第1弓の突出、細い肺野血管影
食道造影の側面像でMAPCAが食道の後面に圧痕像を作る

### 心電図
洞調律、右軸偏位、右室肥大が確認できる。

### 心エコー
心エコーにて、確認できることとして、膜様部の心室中隔欠損、太い大動脈が心室中隔に騎乗して起始している事、右室漏斗部の低形成、大動脈弓から起始する動脈管（胸骨上窩からの像）等がある。MAPCA描出は困難である。

### 心カテーテル
70~85%の症例で、大動脈のSpO2が低下している。肺動脈圧・肺動脈楔入圧は通常低いが、MAPCAを持つ症例では10%に肺高血圧が確認される。
心室造影では、膜様部の心室中隔欠損、太い大動脈が心室中隔に騎乗して起始、右室漏斗部の低形成
大動脈造影・選択的造影では、動脈管・中心肺動脈・MAPCA・肺動脈が造影される。

## 診断

### 疑う徴候
連続性心雑音とチアノーゼで極型ファロー四徴症を疑う。

### 鑑別
極型ファロー四徴症と鑑別を付ける必要がある疾患としては、純型肺動脈閉鎖の他、完全大血管転位・両大血管右室起始症・単心室・三尖弁閉鎖などに肺動脈閉鎖・動脈管開存を合併したケースや動脈管開存+MAPCAのケースなどがある。
純型肺動脈閉鎖では、新生児期の高度のチアノーゼと心電図検査にて左室肥大または左室優勢と成ること、心エコー検査で小右室・VSD・大動脈騎乗が存在しないことが確認できる。
完全大血管転換・両大血管右室起始・単心室・三尖弁閉鎖などに肺動脈閉鎖・動脈管開存を合併したケースは心電図、胸部レントゲン撮影、心エコー図などで総合的に鑑別を行う。
動脈管開存+MAPCAのケースは連続性雑音の最強点で鑑別を行うことが出来る。

### 確定診断
これらの非侵襲的検査でおよその診断をしたのち、心臓カテーテル造影検査で確定診断を行うことが出来る。

## 自然歴と予後
- 胎児期にファロー四徴症であった例が出生時に極型ファロー四徴症に進行していることがある
- 生後2年までの死亡率が高い
- MAPCAの10% では新生児期に心不全・呼吸不全
- 幼時期以後は、低酸素血症が続き、多血症による合併症が次第に出現（特に10~20歳代）する。蛋白尿が出現し、次第に腎機能は低下。ほかに、高尿酸血症、痛風、関節痛、頭痛、脳血栓、脳膿瘍、感染性心内膜炎、気管支炎、肺炎などの症状が出る。
- 心不全（心筋が次第に線維化することによる）も進行する。
- 成人期：ファロー四徴症と同じ死亡率と思われる（10歳以後の毎年の死亡率は6%）。Rastelli手術後は、10~15年で導管狭窄をきたし再手術が必要となる。感染性心内膜炎に罹患しやすい。

## 治療

### 動脈管開存と左右連続性の中心肺動脈のある型
新生児期のチアノーゼ・低酸素血症には、動脈管の閉鎖を阻止するプロスタグランジンE1投与、姑息手術としてブレイロク-タウシッグ（Blalock-Taussig）短絡手術（鎖骨下動脈を肺動脈を直接もしくは人工血管で接続）を行う。
根治手術は心臓中隔欠損はパッチで閉鎖を行い、肺動脈閉鎖の問題は以前はラステリー（Rastelli）手術（人工血管を使用して心外導管で血液を送る）で解決することが多かったが、後に再手術が必要になる事が多いので最近（2005年頃）はほとんど行われず、現在では（閉鎖から先の血液が通る）肺動脈まで右心室から後壁を形成して連続性を維持することが多い。距離がある場合は左心耳を後壁にする。

### 動脈管を欠如しMAPCAのある型
根治手術は比較的太い中心肺動脈に大部分の末梢肺動脈が接続する時（10%）、上の型と同じ手術＋MAPCA結紮。
（末梢肺動脈を左右の肺毎に1つにまとめ、この2つを中央で1つに繋ぎ、根治手術を行う方法もある）